# Vêtements traditionnels de Côte d'Ivoire
Les vêtements traditionnels de Côte d'Ivoire sont les principaux vêtements traditionnels des peuples de Côte d'Ivoire. Ils constituent un code. Pour comprendre ces peuples, il convient de les connaitre. Les ethnies de Côte d'Ivoire peuvent être divisées en 4 grands groupes. Ce sont les Krou, les Akan, les Mandé et Gour.

## Chez les Krou
Le Tapa (ou Glôkô) et le raphia constituaient les principaux vêtements en pays bété. Mais avec la disparition du couvert végétal, ces vêtements se portent à des occasions spéciales.

### Le Gloko ou Tapa

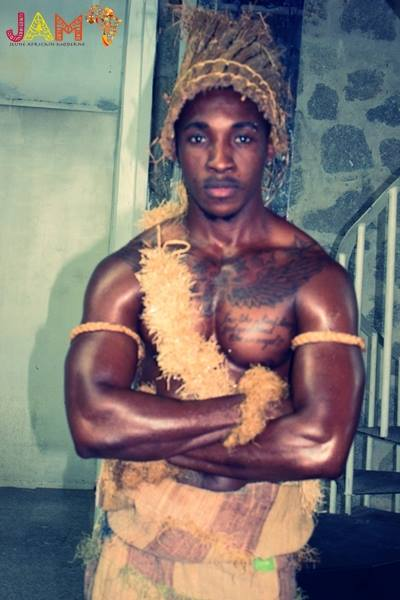
Jeune en Tapa, tenue traditionnel Bété (Centre-Ouest de la Côte d'ivoire)

Les Bétés portent un pagne traditionnel appelé tapa ou Glôkô en Bété. Pour obtenir le tissu, il faut abattre l’arbre, retirer son écorce le frapper jusqu’à ce qu’il se ramollisse. Puis vient le temps du séchage, ensuite de la teinture.

### Le raphia

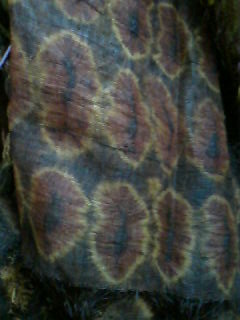
pagne en raphia

Le raphia est une fibre textile végétale souvent confondu au jute. Il est tiré de feuilles de palmiers qui poussent dans les zones tropicales marécageuses comme certaines régions de la Cote d’ivoire. Une fois rendu à l’état de fibre textile, les fils sont tissés et brodés pour produire des vêtements.
Pour la conservation, les vêtements en raphia ne se lavent pas à l’eau. Le tissage du fils de raphia est pratiqué presque exclusivement par les Dida et godié . Le Glôkô présente une teinte unique tandis que le raphia peut présenter plusieurs teintes, allant du marron foncé au clair.

## Chez les Akan

### Le Kita

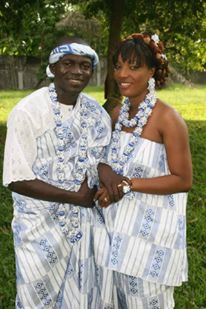
Pagne kita

Le kita est un tissu traditionnel que les Akans de la Côte d’Ivoire ont en partage avec d’autres peuples de la sous-région tels que les Ashantis  au Ghana et les éwés. Ce pagne tissé Confectionné à partir de 4 bandes assemblées, formant une étoffe aux dessins géométriques et aux couleurs éclatantes et lumineuses, le kita est particulier à cause de la façon dont ses motifs sont tissés. Le port du Kita répond à des codes et les motifs sont bien ordonnés, bord du tissu bien agencé. Autrefois porté comme une toge pour les hommes et les femmes, ou tissu drapé autour du cou ou des bras par ces dernières, le Kita sert aujourd’hui à la confection de vêtements modernes.

## Chez les Mandé

### Le Kamandjè

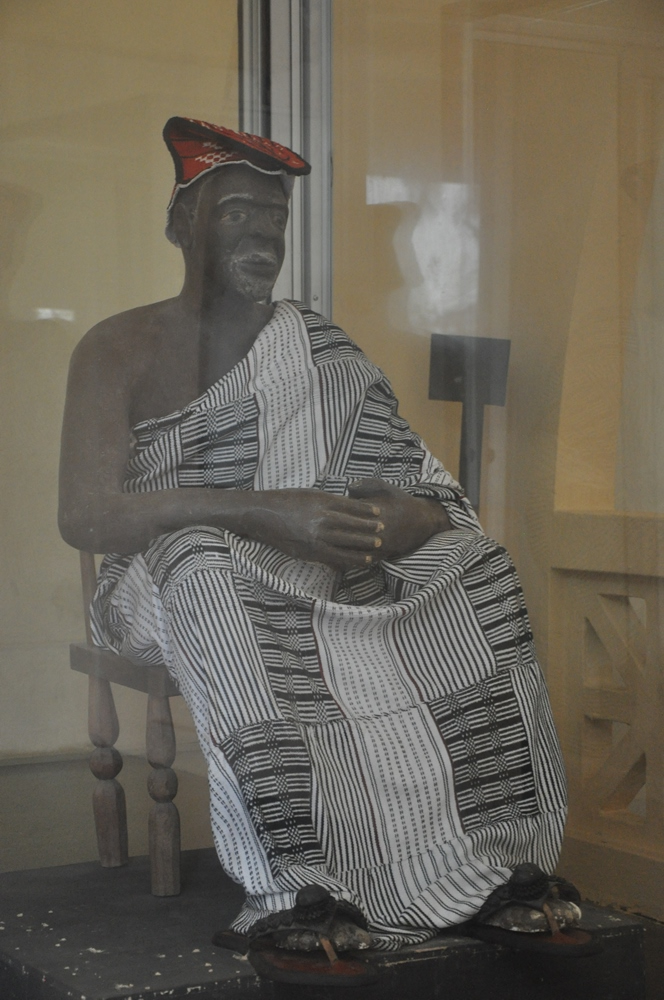
Chef Gouro en pagne traditionnel.

Le Kamandjè est un pagne tissé traditionnel Gouro. Il est tissé dans le village de Gohi à Sinfra. C’est un pagne spécial pour l’ethnie Gouro . 

### Le pagne Dan

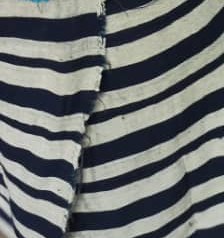
Pagne Yacouba (Dan).

Le pagne traditionnel dan ou Yacouba est un pagne qui se porte  principalement par le peuple Dan qui vit dans la ville de Man et ses environs. Le pagne traditionnel y est tissé depuis aussi longtemps que chez les sénoufo. Ce peuple possède de grands tisserands qui pratiquent le tissage depuis les temps anciens. Ce pagne traditionnel est exigé lors de certains rites.

## Chez les Gour

### Le pagne Sénoufo, Bogolan

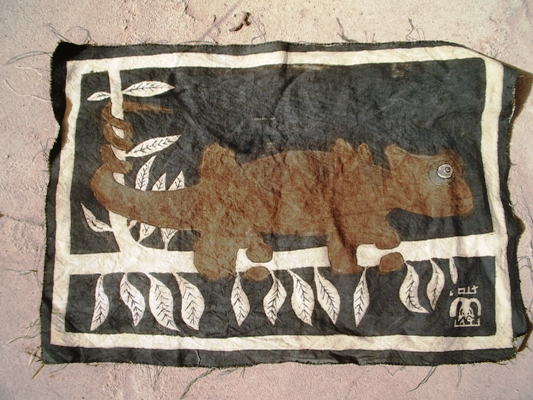
bogolan

Le Bogolan pagne traditionnel sénoufo, souvent cousu en boubou est porté au nord de la Cote d'ivoire par l'ethnie sénoufo  – c’est un pagne tissé décorés d’animaux comme le crocodile, le serpent, la tortue, le caméléon. Dans la pensée collective sénoufo, ces dessin d’animaux sacrés protégeait le chasseur qui le portait sous forme de tunique et lui assurait une bonne chasse. Le noir est la couleur utilisée pour les dessiner sur le tissu de coton écru. Les premiers à tisser ce pagne sont les Dioulabas qui ont introduit le métier à tisser en terre Senoufo, ce sont cela, même qui continue et sont en majorité dans la confection des tenues en pays Senoufo.

### Le Kontoro, lobi
Le kontoro est un pagne d’origine lobi. Il est uniquement confectionné dans le sud du Burkina Faso qui a en partage avec la Côte d’ivoire ce groupe ethnique. Ce pagne traditionnel représente l’une des caractéristiques distinctives du peuple lobi. Un festival lui est même consacré à Flakiedougou dans l’est de la Côte d’ivoire.

## Le kogora, vêtement traditionnel koulango
Le « Kôgôra » est une tenue traditionnelle koulango, un peuple du Nord-est ivoirien. Il se compose d’un bonnet, d’une tunique et d’une panta-culotte, confectionnés par les tisserands de cette communauté à partir de tissu traditionnel appelé « Zoun fïeinko ». Le vêtement est mis en valeur lors de grandes cérémonies. Le bonnet ou « Kpangô » sert à cacher les gris-gris et amulettes, et distingué le chef selon l’inclinaison du bonnet. La tunique « Kôgôra » se limite généralement au niveau des genoux. Le panta-culotte « Napou-kouroussi » en langue koulango, est une culotte qui se limite au niveau des mollets avec un dessous volumineux pour faciliter les mouvements. La serviette, « Gboligué » posée sur l’épaule du porteur de la tenue sert à marquer une barrière en cas de toux ou d’éternuement, ou à masquer son sourire, son rire en public. La cravate à l’épaule gauche et les sandales « Nan tôwoun » remplissent une fonction purement esthétique. 
Les jeunes koulango sont engagés pour la préservation de cette richesse traditionnelle que constitue ce vêtement et le reste de leur patrimoine traditionnel culturel.